# Hugo von Ritgen

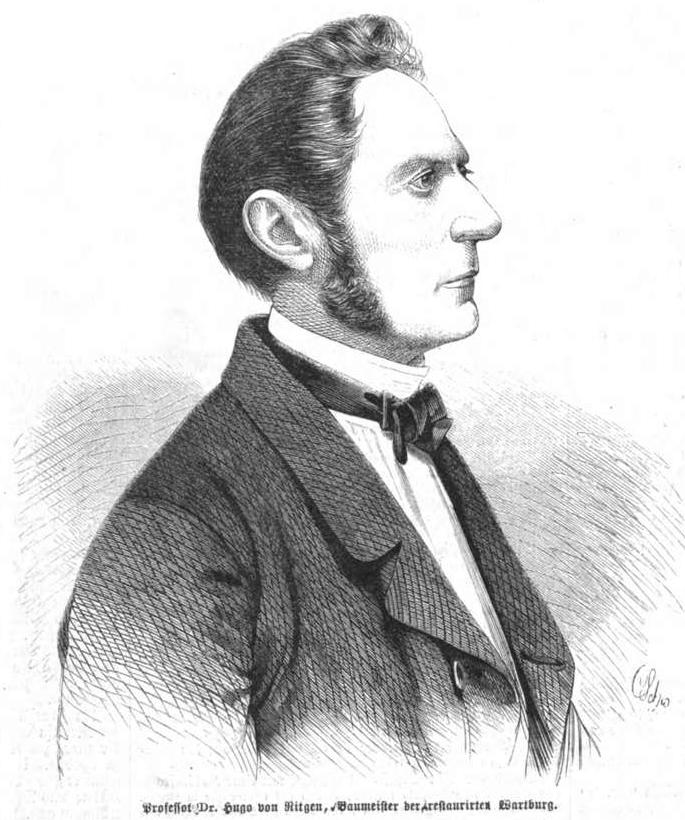
Hugo von Ritgen, 1868

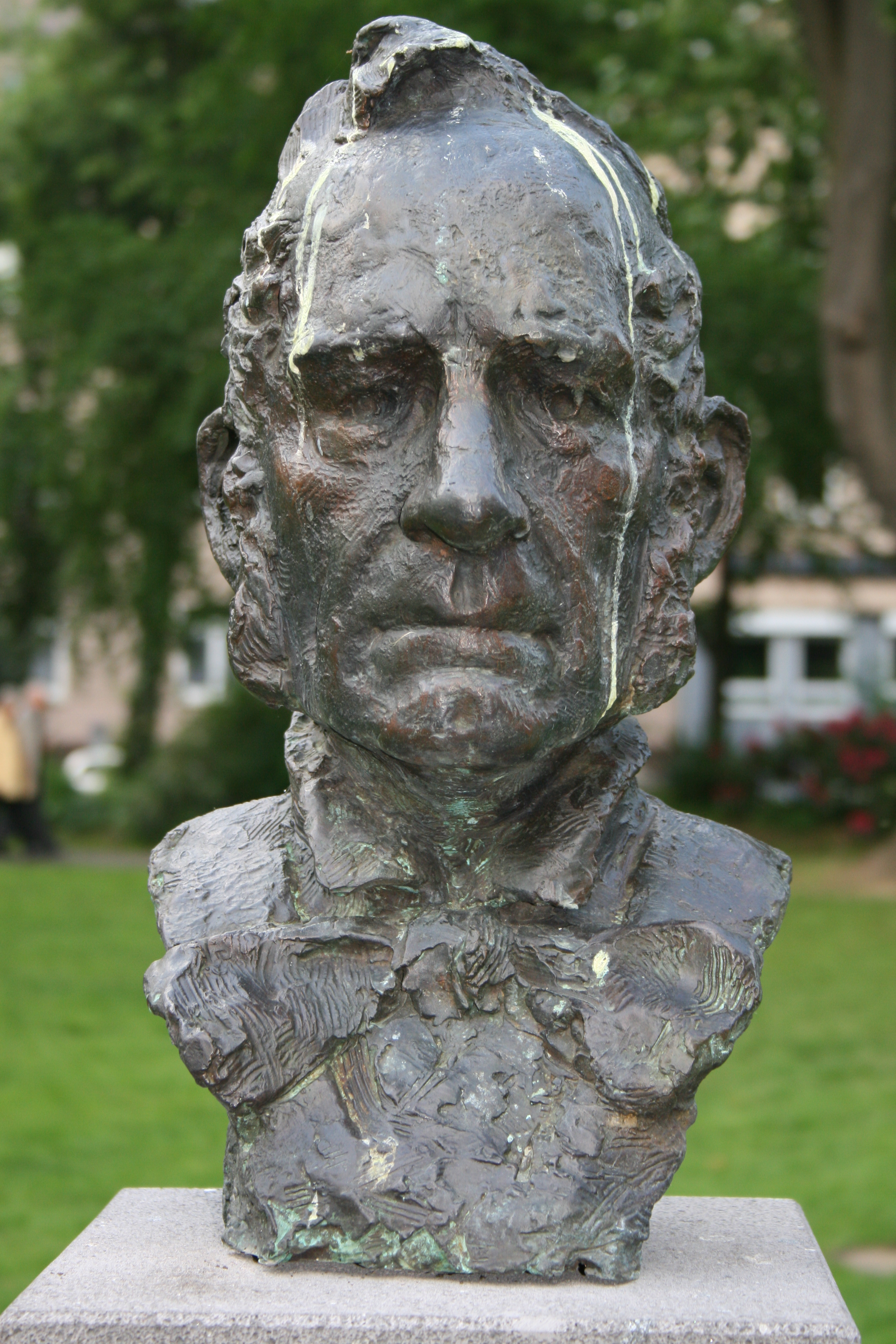
Hugo von Ritgen, Bronzebüste von Martin Konietschke, 2006

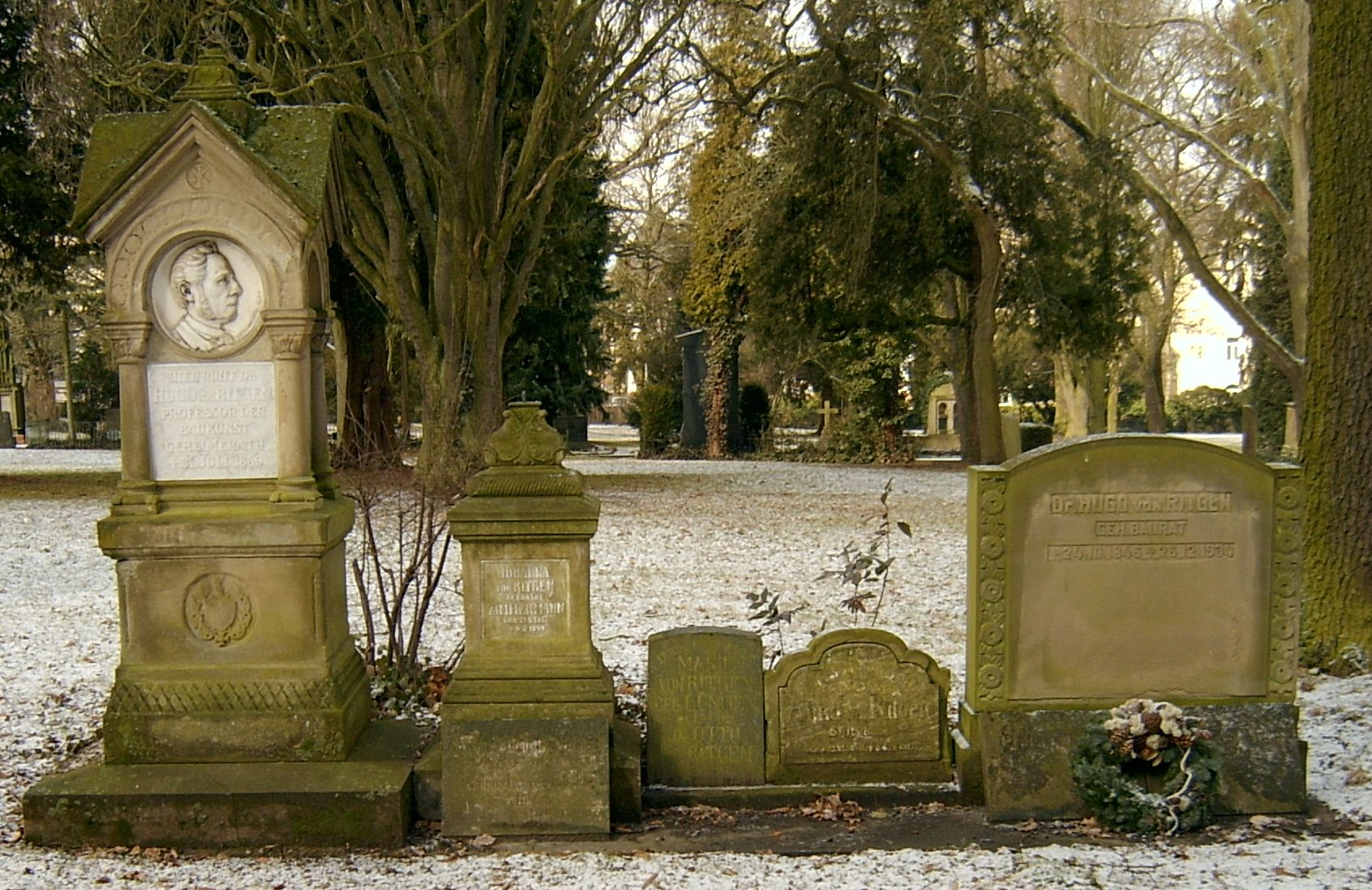
Grab Hugo von Ritgen

Hugo von Ritgen (* 3. März 1811 in Stadtberge; † 31. Juli 1889 in Gießen; vollständiger Name: Josef Maria Hugo von Ritgen) war ein deutscher Architekt und Hochschullehrer.

## Leben
Ritgen wurde als Sohn von Ferdinand von Ritgen und Clara von Ritgen geb. Herold geboren. Sein Vater war Physikatsrat in Stadtberge und wurde 1814 als Professor der Medizin an die Universität Gießen berufen.
Im Herbst 1825 trat Ritgen in die Sekunda des Gießener Gymnasiums ein, ab 1828 studierte er Medizin an der Universität Gießen. Nach vier Semestern beschloss er, sich der Architektur zu widmen und studierte in Darmstadt bei Georg Moller neben der bildenden Kunst und Mathematik auch Baukunst. Nach seiner Staatsprüfung im Baufach 1833 promovierte er am 9. August desselben Jahres zum Dr. phil., anschließend begann er eine Studienreise von September 1833 bis Mai 1834, die ihn über Belgien und Nordfrankreich nach Paris führte.
Ab 1835 hielt er in Gießen Vorlesungen über Darstellende Geometrie und Situationszeichnen. Im gleichen Jahr habilitierte er in Gießen im Baufach und wurde 1836 Sekretariatsakzessist bei der hessischen Oberbaudirektion Darmstadt. Eine allgemeine Prüfung im technischen Fach legte er 1837 ab und wurde Repetent im Baufach an der Universität Gießen. Im Jahr 1838 wurde er außerordentlicher Professor für Baukunst. Gleichzeitig war er einer der Initiatoren zur Gründung der Handwerkerschule des Ortsgewerbevereins. Der Unterricht begann am 14. Januar 1838 mit 28 Schülern. Die Handwerkerschule war ein Vorläufer der Bauschule, des Polytechnikums, der Staatlichen Ingenieurschule, der Fachhochschule Gießen-Friedberg und heutigen THM.
Am 13. Dezember 1838 heiratete er in Darmstadt Charlotte Johanna Zimmermann (* 12. Oktober 1817 in Darmstadt; † 9. Februar 1899).
Seit 1840 war er Mitglied des Gewerbevereins Gießen und Förderer der Gewerbeschule, eines Vorläufers der Handwerkerschule.
Am 14. November 1843 wurde er zum ordentlichen Professor der Universität Gießen berufen.
Hugo von Ritgen war von 1838 bis 1874 Inhaber des Lehrstuhls für Architektur und Ingenieurwissenschaften an der Universität Gießen. Um 1874 wurde die Professur für Baukunst aufgehoben und an die Technische Hochschule Darmstadt verlagert.
Großherzog Carl Alexander von Sachsen-Weimar-Eisenach versuchte seit 1843, einen fähigen Architekten zu finden, der die Wartburg restaurieren sollte. Ritgen bewarb sich neben anderen Architekten um diese Aufgabe und erhielt nach der Vorstellung seiner Pläne den Zuschlag. Der Wiederaufbau der Wartburg wurde zu seinem persönlichen Lebenswerk und dauerte bis kurz nach seinem Tod bis ins Jahr 1890 an.
1847 verfasste er dazu eine 140-seitige Schrift mit dem Titel „Gedanken zur Restaurierung der Wartburg“, in der er seine Überlegungen u. a. zum Aussehen einer mittelalterlichen Burg darlegte.
Seit 1852 bemühte er sich um die Stelle des Oberbaurats und ab 1873 des Geheimen Baurats, die er auch ausüben sollte. Gleichzeitig war er immer noch Professor der Architektur an der Universität Gießen und später auch ihr Rektor.
Hugo von Ritgen war Mitbegründer des 1852 gegründeten Germanischen Nationalmuseums und gehörte bis zu seinem Tode dem Verwaltungsrat sowie dem Gelehrtenausschuss an.
Während seiner Tätigkeiten an der Wartburg führte er auch andere größere und kleinere Restaurierungsvorhaben durch. So restaurierte er die mittelalterliche Burg Gleiberg bei Gießen und stellte die kleine Kapelle auf dem Alten Friedhof in Gießen wieder her. Auch Neubauten wurden von ihm ausgeführt: 1859 beauftragte ihn Franz von Sayn-Wittgenstein-Berleburg, der Schwager des Grafen Karl von Schlitz, mit der Erbauung des Schlosses Berleburg in Schlitz.
Ab 1868 restaurierte er die Komturkirche der Johanniterkommende in Nieder-Weisel bei Butzbach.
Außerdem bekam er Aufträge zum Umbau von historischen Gebäuden: Für die Ober-Wegfurther Kirche (bei Schlitz) zeichnete er 1877 die Umbaupläne, die aber nicht zur Ausführung kamen.
1878 übernahm von Ritgen den Vorsitz im Gewerbeverein und damit auch den Vorsitz der Handwerkerschule.
Am 29. November 1883 übernahm Hugo von Ritgen den Vorsitz des Oberhessischen Vereins für Localgeschichte.
Hugo von Ritgen starb am 31. Juli 1889 im Alter von 78 Jahren in Gießen.

## Familie
Kinder von Hugo von Ritgen:
- Anna Klara Augusta von Ritgen (* 13. Juni 1840 in Gießen; † 6. April 1917 in Gießen)
- Hugo (II) Maria Friedrich Wilhelm August von Ritgen (* 24. Oktober 1846 in Gießen; † 26. Dezember 1934 in Oranienburg)
- Friedrich Karl Otto von Ritgen (* 12. April 1848 in Darmstadt; † 26. Februar 1924 in Berlin-Charlottenburg)

## Werk

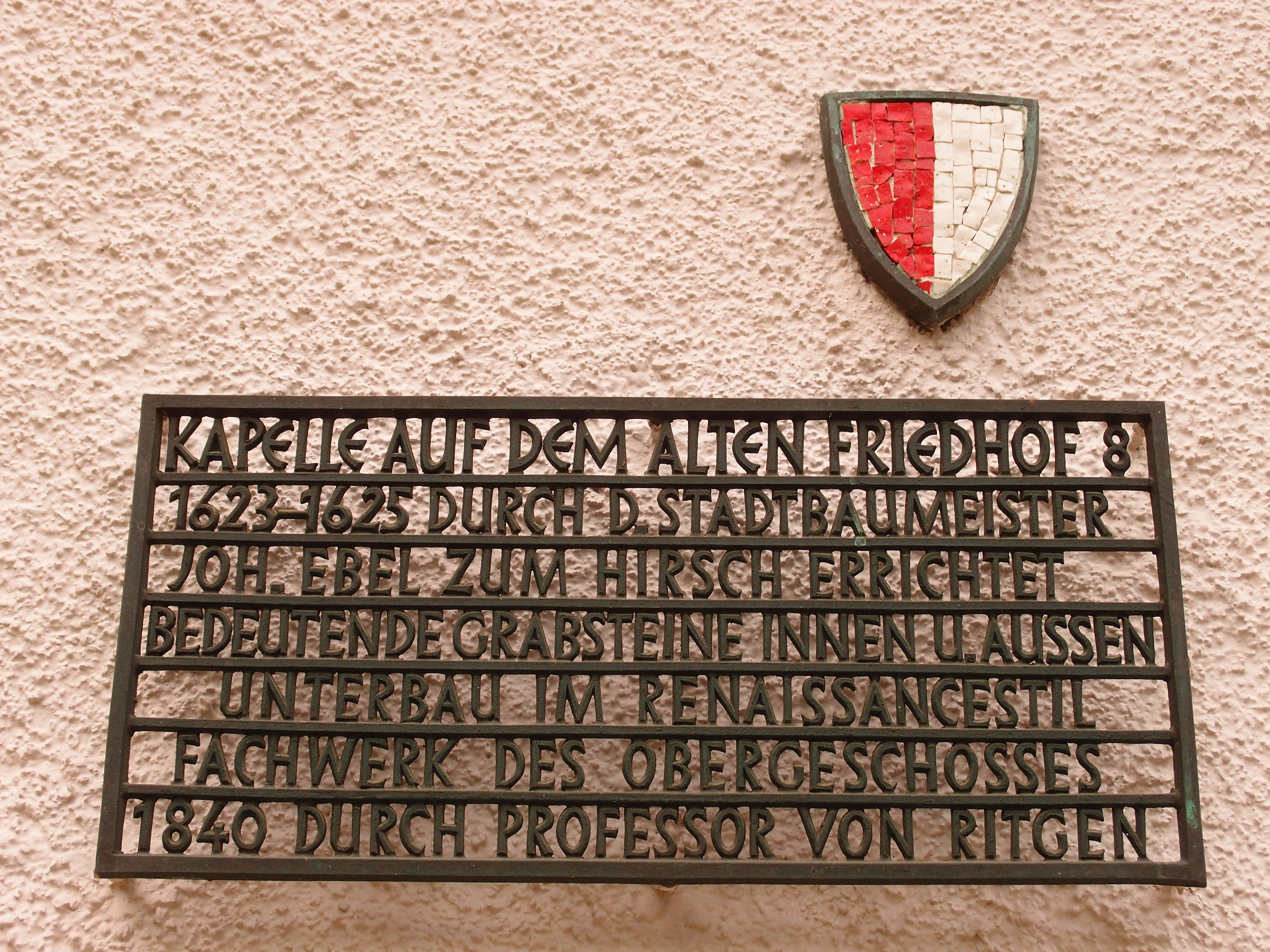
Gedenktafel für Hugo von Ritgen, Gießen, Alter Friedhof

### Bauten (Auswahl)
- Wiederherstellung der Wartburg und des benachbarten Elisabethbrunnens
- Schloss Buchau und Thurnau bei Kulmbach
- Burg Wiesenthal
- Schloss Braunfels
- Rittersaal der Burg Reifenstein bei Sterzing[2]
- Burg Gleiberg bei Gießen
- Plan zur Wiederherstellung von Burg Eltz an der Mosel
- Schloss Berleburg bei Schlitz
- Schloss Laubach
- Schloss Ludwigseck
- Restaurierung der Komturkirche der Johanniterkommende in Nieder-Weisel bei Butzbach
- Kirchen z. B. in Gießen, Jena, Eisenach, Großen-Linden, Schlitz
- Renovierung der Kapelle auf dem Alten Friedhof in Gießen
- Inneneinrichtung und Ausschmückung der Kapelle im Augusta-Hospital in Berlin
- Privathäuser, z. B. Plan des Gießener Wohnhauses Frankfurter Str. 5 – Kaufmann Carl Müller / Dr. Hugo von Ritgen
- Burg Staufenberg, romantisierender Wiederaufbau der Unterburg

### Schriften
- Gedanken zur Restaurierung der Wartburg. 1847.
- Der Führer auf der Wartburg. Ein Wegweiser für Fremde und ein Beitrag zur Kunde der Vorzeit. Weber, Leipzig 1860.
- Geschichte der Burg Gleiberg. Gießen 1881.
- Geschichte der großherzoglich hessischen Stadt Staufenberg und ihrer beiden Burgen. Wenzel, Gießen 1883.
- Postum herausgegeben: Aus der Frühzeit der Wartburg-Erneuerung. Briefe des Baumeisters Hugo von Ritgen an den Burghauptmann Bernhard von Arnswald. Hrsg. von Hans von der Gabelentz, 1941.

Jahresbericht des Oberhessischen Vereins für Localgeschichte
- Geschichte von Burg Gleiberg. In: Nr. 2 (1880/81), S. 3–32.
- Regesten zur Geschichte von Gleiberg. In: Nr. 2 (1880/81), S. 32 ff.
- Die erste Anlage Gießens und seiner Befestigungen. In: Nr. 4 (1884/85), S. 35–62.

## Sekundärliteratur, Kataloge
- Otto Buchner: Dr. Hugo von Ritgen, Geheimer Rat und Professor, Vorsitzender des Oberhessischen Geschichtsvereins. Gestorben 31. Juli 1889. In: Mitteilungen des Oberhessischen Geschichtsvereins (MOHG), Neue Folge, 2. Jahrgang 1890, S. III–XII.
- Friedhelm Häring (Hrsg.): Hugo von Ritgen (1811–1889). Aquarelle, Zeichnungen. (Katalog zur Sonderausstellung des Oberhessischen Museums und der Gail’schen Sammlung anläßlich der Eröffnung des Alten Schlosses) Gießen 1980.
- Grit Jacobs: „Ein treues Bild aus früher Zeit“. Das Werk des Architekten Hugo von Ritgen auf der Wartburg. Dissertation, Friedrich-Schiller-Universität, Jena 2017. (online als PDF-Dokument, 82,29 MB, inklusive Katalog)
- Yvonne Rickert: Hugo von Ritgens Weg von der Architektur zur Kunstwissenschaft. Vernetzung und Konkurrenz zwischen der Polytechnischen Schule Darmstadt und der Landesuniversität Gießen. In: Lisa Beißwanger, Alexandra Karentzos, Christiane Salge (Hrsg.): Zwischen Enklave und Vernetzung. Kunstgeschichte an der TU Darmstadt. arthistoricum.net, Heidelberg 2022, S. 23–57. (online)
- Yvonne Rickert, Sigrid Ruby: Moderne & Mittelalter. Die Baukunst des Hugo von Ritgen, Ausstellungskatalog, Oberhessisches Museum Gießen, VDG: Weimar 2024.